# Цезарово сечение
Цезарово сечение (на латински: caesarea – царско и sectio – разрез) е вид раждане чрез операция, при която се прави разрез по дължина на долната част на корема на родилката с централно сечение. Плодът се изважда и разрезът се зашива. Практикува се, когато има опасност за живота или на майката, или на детето при естествено раждане. Едни от недостатъците на този вид раждане са инфекции, оставане на белег на корема и евентуална вътреутробна смърт на плода. Възстановяването на родилката е много по-бавно при цезарово сечение отколкото при нормално раждане.
Решение за цезарово сечение може се вземе при следните предпоставки :
- тежки общи заболявания на майката
- раждане на мъртъв плод или на увредени деца
- състояние след лечение за стерилитет
- състояние след операции на матката
- състояние след множество аборти или преждевременни раждания
- аномалии или стеснения на таза
- стеснен таз или първескини
- аномалии на плацентата
- неподходящо съотношение между глава и таз
- аномалии в положението и предлежание на детето
- недостиг на кислород за детето
- изпадане на пъпната връв
- преждевременно отлепяне на плацентата
- заплашващо или настъпващо разкъсване на матката
- гърчов пристъп у майката
- майката е с диабет и бебето е с наднормено тегло
- значителна продължителност на раждането, препятствия в родовите пътища и др